# Graphe de McLaughlin
Le graphe de McLaughlin est, en théorie des graphes, un graphe 112-régulier possédant 275 sommets et 15400 arêtes.

## Propriétés

### Propriétés générales
Le diamètre du graphe de McLaughlin, l'excentricité maximale de ses sommets, est 2, son rayon, l'excentricité minimale de ses sommets, est 2 et sa maille, la longueur de son plus court cycle, est 3. Il s'agit d'un graphe 112-sommet-connexe et d'un graphe 112-arête-connexe, c'est-à-dire qu'il est connexe et que pour le rendre déconnecté il faut le priver au minimum de 112 sommets ou de 112 arêtes.
Il est possible de construire à partir de ce graphe un autre graphe fortement régulier : le graphe local de McLaughlin. Pour cela, il suffit de supprimer un des sommets du graphe de McLaughlin ainsi que tous ses voisins.

### Coloration
L'indice chromatique du graphe de McLaughlin est 113. Il existe donc une 113-coloration des arêtes du graphe telle que deux arêtes incidentes à un même sommet soient toujours de couleurs différentes. Ce nombre est minimal.

### Propriétés algébriques
Le groupe d'automorphismes du graphe de McLaughlin est d'ordre 1 796 256 000.
Le polynôme caractéristique  de la matrice d'adjacence  du graphe de McLaughlin est : {\displaystyle -(x-112)(x-2)^{252}(x+28)^{22}}. Ce polynôme caractéristique n'admet que des racines entières. Le graphe de McLaughlin est donc un graphe intégral, un graphe dont le spectre est constitué d'entiers.
C'est également le seul graphe avec ce polynôme caractéristique : le graphe de McLaughlin est déterminé de façon unique par son spectre de graphe, l'ensemble des valeurs propres de sa matrice d'adjacence.